# Ramón Xaudaró

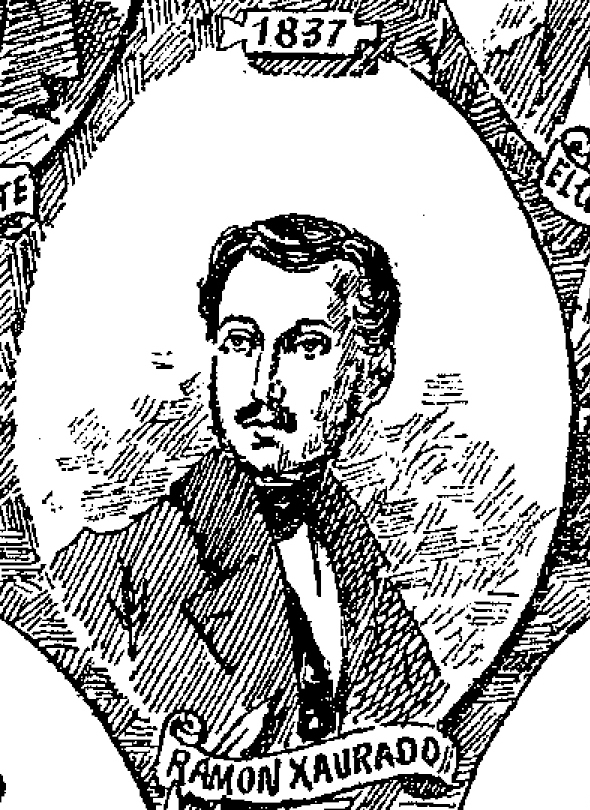
Retrato de Ramón Xaudaró en la Historia del partido republicano español (1892-1893) de Enrique Rodríguez Solís

Ramón Xaudaró y Fábregas (Calaf, 1802-Barcelona, 10 de julio de 1837) fue un político, periodista, abogado y revolucionario liberal español, llamado a veces "el Marat barcelonés".

## Biografía
Hacendado y al parecer abogado, en 1826 se casó en Barcelona con Teresa Rovira y Eroles, de la que tendrá cinco hijos, y emigró a Francia, donde fue encarcelado por motivos políticos; recobró la libertad con la Revolución de 1830 y en ese año se integró en una Junta Patriótica de los Pirineos Orientales de orientación torrijista instalada en Perpiñán y formada además por el coronel José Grases, Isidro Conill, Juan Carreras y José Escluz y Gómez; dos años después publicó en francés Bases d'une constitution politique ou principes fondamentaux d'un systhème républicain (Limoges, 1832), traducidas en castellano (Barcelona, 1868) con el título Bases de una Constitución política o principios fundamentales de un sistema republicano; se trata del esbozo de una constitución republicana federativa para España.
De regreso a España, fundó en Barcelona El Catalán (1 de octubre de 1834), que también redactó desde mediados de 1835, defendiendo el radicalismo; se relacionó por entonces con los primeras figuras del republicanismo catalán y español (Abdón Terradas) y sufrió una orden de detención en septiembre de 1835, aunque hasta 1836 no fue detenido y desterrado a Canarias por el gobierno moderado de Francisco Javier Istúriz del 15 de mayo al 14 de agosto de 1836, acusado de haber participado en las matanzas de la Ciudadela, en Barcelona, donde capitaneó al parecer el famoso batallón de La Brusa; de ahí fue llevado al Castillo del Morro en La Habana (Cuba), donde estuvo desde el 5 al 25 de abril de 1836, fecha en que se le permitió regresar a España. 
Llegó a La Coruña el 4 de junio y fue de nuevo encerrado en el castillo de San Antón; el 30 obtuvo la libertad condicional. A su regreso a Cataluña divulgó su famosa proclama La Bandera, de hondo matiz republicano, secesionista y revolucionario (preconizaba la revolución total, el asesinato de los ricos y de los aristócratas y la independencia catalana y animaba a proclamar la República), firmada por una entidad, quizá carbonaria o masónica, autodenominada Hermanos de la Gran Unión. 
Instalado en Madrid, entre octubre y diciembre de 1836 publicó allí El Corsario. Periódico político, literario y mercantil dedicado especialmente a defender los derechos e intereses del pueblo. Por una nota del 26 de octubre es posible saber que lo redactaban íntegramente Ramón Xaudaró y el castellano Máximo Andrés de Herreros. Al restablecerse en ese año la antigua Constitución de 1812 se le permitió volver a Barcelona, publicando antes el Manifiesto de las injustas vejaciones sufridas (Madrid, 1836). 
En Barcelona creó y dirigió la sociedad secreta Derechos del Hombre, paralela a los Vengadores de Alibaud, dirigida a su vez por Rafael Degollada. Eugenio de Aviraneta y Tomás Bertrán y Soler, ignorantes de su deportación, le acusaron de ser agente del enemigo, confidente de Manuel Llauder etcétera y a comienzos de 1837 tuvo que refugiarse en Valencia, aunque se integró en la junta de oficiales de la milicia nacional que dirigía el alzamiento republicano de Barcelona del 4 de mayo de 1837. Los moderados hicieron correr la especie de que era un agente carlista y fue hecho prisionero, condenado a muerte el 9 de julio y ejecutado. Póstuma apareció su traducción del italiano de Las noches romanas en el sepulcro de los Scipiones (Barcelona, 1837).

## Obras
- Bases d'une constitution politique ou principes fondamentaux d'un systhème républicain Limoges, 1832, traducido al castellano en Barcelona, 1868, con el título Bases de una Constitución política o principios fundamentales de un sistema republicano.
- Manifiesto de las injustas vejaciones sufridas por Ramón Xaudaró, redactor del periódico El Catalán que se publica en Barcelona, Madrid, 1836.
- Traducción de Las noches romanas en el sepulcro de los Scipiones, Barcelona, 1837.